# Darko Pavićević
Darko Pavićević (in serbo Дарко Павићевић?; Podgorica, 24 giugno 1985) è un ex calciatore montenegrino, di ruolo attaccante.